# Vini
Vini – rodzaj ptaków z podrodziny dam (Loriinae) w rodzinie papug wschodnich (Psittaculidae).

## Zasięg występowania
Do rodzaju należą gatunki endemiczne występujące na tropikalnych wyspach Oceanii.

## Charakterystyka
Długość ciała 15–20 cm; masa ciała 21–92 g. Wszyscy przedstawiciele tego rodzaju charakteryzują się jaskrawym upierzeniem.

## Systematyka

### Etymologia
- Arimanus: na podstawie „Petite Perruche de l’Île de Taïti” Daubentona (1765–1781) oraz „Arimanon” Buffona (1770–1783); według Buffona Arimanon było tahitańską nazwą loreczki białogardłej i oznaczało „kokosowy ptak” od jej siedliska. Jednak Lesson (1826–1830) zauważa, że Arimanon był błędnym zapisem Arimanou, o tym samym znaczeniu, będącej dawną zapomnianą nazwą tej loreczki (por. tahit. ari’i „król, książę”; manu „ptak”)[5]. Gatunek typowy: Psittacus peruvianus Statius Müller, 1776, nomen nudum.
- Vini: lokalna nazwa Vini używana na Tahiti i Bora-Bora na określenie papugi[6].

### Podział systematyczny
Do rodzaju należą następujące występujące współcześnie gatunki:
- Vini rubrigularis (P.L. Sclater, 1881) – lorika czerwonobroda
- Vini meeki (Rothschild & E. Hartert, 1901) – lorika zielona
- Vini palmarum (J.F. Gmelin, 1788) – lorika palmowa
- Vini diadema (J. Verreaux & Des Murs, 1860) – lorika żółtolica
- Vini amabilis (E.P. Ramsay, 1875) – lorika czerwonogardła
- Vini solitarius (Suckow, 1800) – loreczka pustelnicza
- Vini australis (J.F. Gmelin, 1788) – loreczka modroczapkowa
- Vini ultramarina (Kuhl, 1820) – loreczka błękitna
- Vini stepheni (North, 1908) – loreczka przepasana
- Vini kuhlii (Vigors, 1824) – loreczka rubinowa
- Vini peruviana (Statius Müller, 1776) – loreczka białogardła

oraz gatunki wymarłe:
- Vini sinotoi
- Vini vidivici

## Status i ochrona
Większość gatunków papug z rodzaju Vini jest zagrożona wyginięciem. Spowodowane jest to ingerencją człowieka w środowisko naturalne wysp zasiedlanych przez te ptaki. Obszar ich występowania został silnie ograniczony. Dwa gatunki wyginęły jeszcze przed przybyciem pierwszych Europejczyków na wyspy Pacyfiku. Głównymi przyczynami zmniejszania się liczby osobników tego rodzaju są introdukowane gatunki zwierząt, przede wszystkim szczury, oraz utrata siedlisk.